# Williamston (Caroline du Nord)
Pour les articles homonymes, voir Williamston.
La ville de Williamston est le siège du comté de Martin, situé en Caroline du Nord, aux États-Unis.

## Démographie
| 1860 | 1870 | 1880 | 1890 | 1900 | 1910  |
| ---- | ---- | ---- | ---- | ---- | ----- |
| 616  | 520  | 482  | 751  | 912  | 1 574 |

| 1920  | 1930  | 1940  | 1950  | 1960  | 1970  |
| ----- | ----- | ----- | ----- | ----- | ----- |
| 1 800 | 2 781 | 3 966 | 4 975 | 6 924 | 6 570 |

| 1980  | 1990  | 2000  | 2010  | - | - |
| ----- | ----- | ----- | ----- | - | - |
| 6 159 | 5 503 | 5 843 | 5 511 | - | - |

## Source
- (en) Cet article est partiellement ou en totalité issu de l’article de Wikipédia en anglais intitulé « Williamston, North Carolina » (voir la liste des auteurs).